# Strzelce Leśne
Strzelce Leśne – osada leśna w Polsce, położona w województwie kujawsko-pomorskim, w powiecie bydgoskim, w gminie Osielsko. Miejscowość wchodzi w skład sołectwa Żołędowo.
W latach 1975–1998 miejscowość należała administracyjnie do województwa bydgoskiego. 
Siedziba leśnictwa w nadleśnictwie Żołędowo (leśniczy Wiesław Sekuła). Miejsce bitwy w wojnie obronnej 1939.